# Herb gminy Biskupiec (powiat nowomiejski)
Herb gminy Biskupiec – jeden z symboli gminy Biskupiec, ustanowiony 16 grudnia 2004.

## Wygląd i symbolika
Herb przedstawia na tarczy w polu czerwonym na zielonym wzgórzu złotego orła ze złotą aureolą i wznoszonymi skrzydłami, trzymający w szpanach białą wstęgę z napisem „S•IOHANNNES”. Jest to nawiązanie do św. Jana, patrona diecezji pomezańskiej i dawnego miasta Biskupiec.